# Herb Olkusza

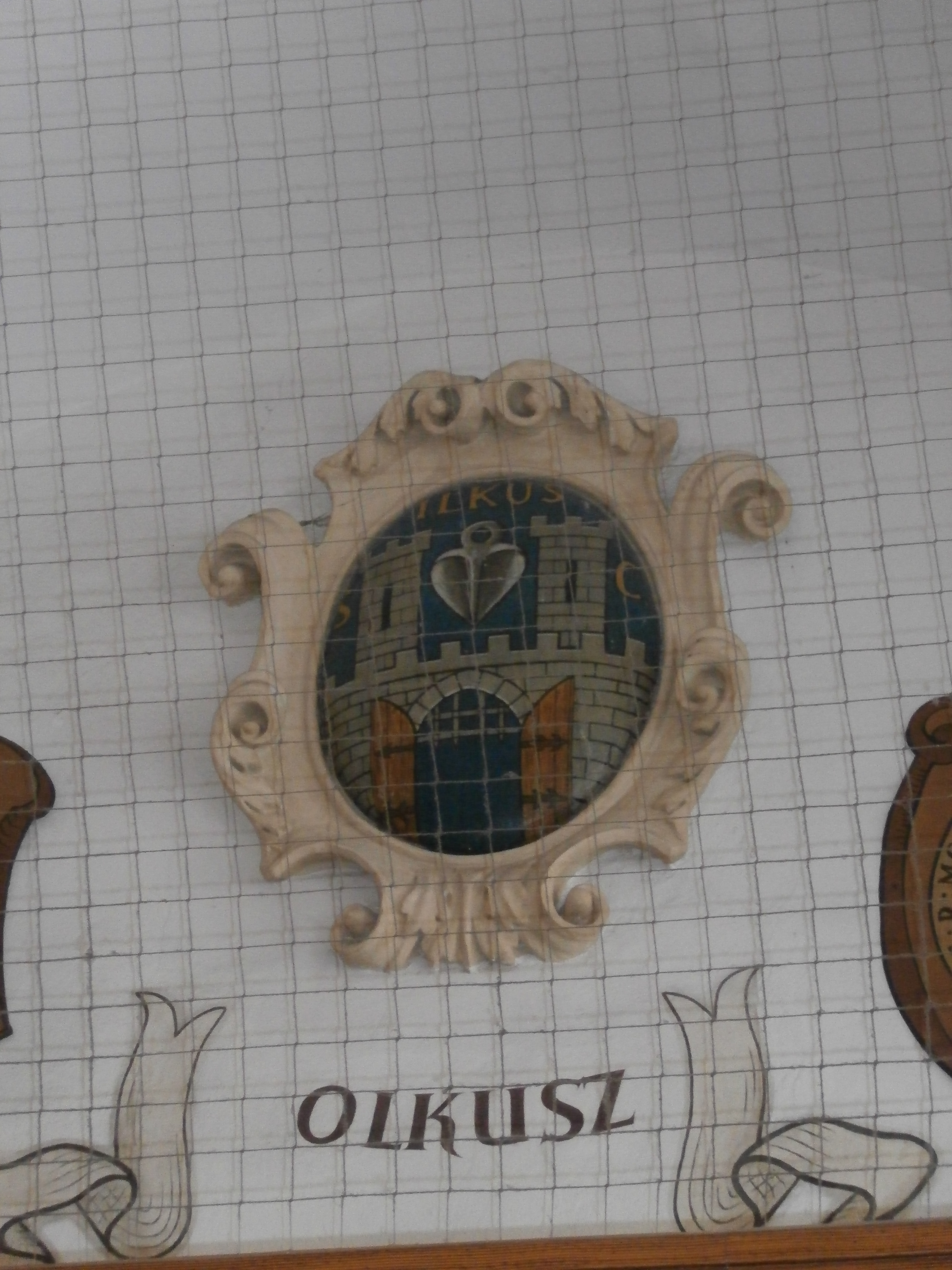
Herb Olkusza we wnętrzu Krakowskich Sukiennic

Herb Olkusza – jeden z symboli miasta Olkusz i gminy Olkusz w postaci herbu.

## Wygląd i symbolika
Herb przedstawia w polu złotym bramę miejską czerwoną, bez wrót i brony, o dwóch wieżach, z czteroblankowym krenelażem każda, między którymi czarna kopaczka o okrągłej nasadzie, bez styliska, w słup, ostrzem ku górze.
Kopaczka nawiązuje do górniczego charakteru miasta, zaś elementy architektoniczne są tradycyjnym wyrazem miejskiego charakteru jednostki. Niewykluczone jednak, że brama w herbie nawiązuje do rzeczywistych bram miejskich, poświadczonych w Olkuszu już na początku XIV wieku. Bramy te zamykały wyjazdy drogami w stronę Krakowa i Sławkowa. Przypuszcza się, że brama w herbie może przedstawiać dawną bramę krakowską.

## Historia
Herb wywodzi się bezpośrednio z godła napieczętnego występującego na najdawniejszej pieczęci miasta z 1386 roku, którą przyłożono do dokumentu sygnującego złożenie hołdu Władysławowi Jagielle. Nie wiadomo od kiedy dokładnie miasto używało herbu, przypuszcza się, że od momentu uzyskania praw miejskich. Nieznany jest rok lokacji miasta. Prawdopodobnie nastąpiło to w XIII wieku. Kolejne pieczęcie z wizerunkiem herbu Olkusza pochodzą dopiero z XVI wieku. Na szczególną uwagę zasługuje ta z lat 1543-44, gdzie herb Olkusza widnieje pośród herbów pięciu innych miast sądu komisarskiego (Kraków, Nowy Sącz, Wieliczka, Bochnia, Kazimierz). Na herbie tym kopaczka jest odwrócona ostrzem do dołu, jest sercowata, nie trójkątna, zaś nad całością umieszczono koronę. Tam jeszcze korona nie leżała w polu herbu, ale nad wszystkimi herbami. Już jednak na pieczęci z 1562, należącej do sądu ławniczego w Olkuszu, korona byłą częścią herbu. Przy tym samym dokumencie były jeszcze pieczęcie rady miejskiej i sądu prawa magdeburskiego. Ta pierwsza przypominała najstarszą pieczęć (z odwróconą kopaczką), zaś ta druga zawierała mur o trzech blankach z wysoką wieżą pośrodku i ogniami Ducha Świętego spływającymi z Nieba. Istnieje hipoteza, że wieża z zabudowaniami przedstawiałą miejski ratusz. Na pieczęciach rady miejskiej konsekwentnie nie dodawano korony do herbu aż do XVII wieku. W ciągu XVI wieku pojawiła się jeszcze jedna drobna zmiana – bramę zastąpiła otwarta brama z wierzejami, na niektórych pieczęciach pojawiała się też uniesiona brona.
Herbu miasta używali rzemieślnicy, między innymi papiernicy, którzy oznaczali swój papier znakiem wodnym z herbem miasta. Herb widnieje także na prospekcie organów i malowidłach w olkuskiej bazylice (pocz. XVII wieku). Nie używali herbu gwarkowie olkuscy, którzy sztaby ołowiu wytapiane przez siebie oznaczali napisem ILKVS.
Element herbu Olkusza – kopaczka, został wykorzystany w herbie nowej osady, założonego w 1559 Ujkowa. Przedstawiał on kopaczkę wpisaną w inicjał U, nad całością napis UIKOW.
Poważną zmianę wyglądu herbu zanotowano w XIX wieku. Wówczas kopaczkę zawieszono na łańcuchu zwieszającym się z wież, w bramie dodano Orła Białego z drugą kopaczką poniżej. Dodano cztery strzelnice (przez które rozumiano krenalaż). Nad całością korona zamknięta. Określono barwę pola jako błękitną, mur i wieże czerwone. Herb taki, dodatkowo ze złotą broną, inicjałami I, C oraz napisem ILKVS, widnieje w krakowskich Sukiennicach. W zbliżonej formie herb przetrwał do połowy XX wieku.
W opracowaniu Mariana Gumowskiego Herby miast polskich (1960) herb zmienił się znacznie. Pole stało się złote, kopaczka, wierzeja i portal bramy – srebrne. Nie było już dodatkowych elementów. Herb nawiązujący do najstarszych pieczęci kształtem i do koncepcji Gumowskiego barwami, zaproponował Marian Haisig w Miasta Polskie w tysiącleciu (1965). Mimo to jeszcze w 1970 roku, w publikacji Ziemia Olkuska można jeszcze było zobaczyć herb nawiązujący do wzrou XIX wiecznego. Wizerunek Haisiga powtórzyli Plewako i Wanag w Herbarzu miast polskich (1994). Wzór herbu prawnie określono w uchwale rady miejskiej z 1991 roku. Wzór nawiązywał do najstarszej pieczęci, ale dodano koronę otwartą. Pole było złote, mury czerwone, kopaczka czarna. Całość na tarczy z języczkiem. Wzór ten miał kilka wad. Po pierwsze łączył narzucony przez władze carskie element – koronę, ze wzorem XV-wiecznym. Po drugie, złota korona na złotym polu łamała zasadę alternacji.
Nowy wzór herbu zaprojektowali Wojciech Drelicharz i Zenon Piech w 2001 roku, projekt został pozytywnie zaopiniowany przez Komisję Heraldyczną w marcu 2002 roku. Komisja sugerowała, aby jednak pozostawić w projekcie koronę, ostatecznie jednak projektanci udowodnili, że umieszczenie korony jest bezpodstawne.
Herb został ustanowiony Uchwałą Nr LXIII/752/2002 Rady Miejskiej z dnia 20 września 2002 r.